# Hannie Tolmeijer
Johannes Wilhelmus (Hannie) Tolmeijer (Amsterdam, 21 november 1925 – Bergen, 26 maart 2012) was een Nederlands voetballer die uitkwam voor Blauw Wit, BVC Amsterdam en DWS.

## Loopbaan
Hij was zoon van slager, slachterijassistent en latere opzichter Johannes Wilhelmus Tolmeijer en Maria van der Heide. Hijzelf trouwde in 1953 met Elisabeth Maria (Bep) Roos. Zijn persoonskaart van de gemeente Amsterdam vermeldt allerlei beroepen; hij was controleur bij een coöperatie, kantoorbediende en vertegenwoordiger. In Amsterdam woonde hij aan de Warmondstraat, Huidenstraat en vanaf 1957 tot 1990 aan de Gibraltarstraat 83. Hij werd gecremeerd op Westerveld.
Hannie Tolmeijer brak tijdens de oorlogsjaren (seizoen 1943/44) door in de hoofdmacht van Blauw Wit. De Amsterdamse vereniging was in die tijd een toonaangevende club die binnen vijf jaar (1947 tot 1951) driemaal eerste klassenkampioen werd. Drie keer streden de 'Zebra's' mee om het nationale kampioenschap maar de hoogste titel werd niet behaald.
Tolmeijer moest zijn militaire dienstplicht vervullen in Nederlands-Indië. Hij vertrok in januari 1947 en keerde drie jaar later (eind maart 1950) terug. Blauw Wit was zojuist kampioen geworden in de Eerste klasse West I. Toen de strijd om het landskampioenschap op 2 april 1950 begon, was Tolmeijer weer van de partij. Hij speelde alle tien kampioenduels mee waarin hij vier keer scoorde. Blauw Wit eindigde als tweede, op een punt van landkampioen Limburgia. In de zomermaanden speelde hij ook als honkballer voor Blauw Wit.
Bij de start van de profcompetitie van de NBVB na de zomer van 1954 stapte hij met zijn teamgenoten Ferry Mesman en Herman van Raalte over naar de nieuwe profclub BVC Amsterdam. Na de fusie tussen de twee voetbalbonden in november 1954 ging BVC Amsterdam verder onder de vlag van de KNVB. 
Tolmeijer maakte de gehele periode van de Amsterdamse profclub mee tot aan de fusie met DWS in 1958. Hij kwam nog een jaartje uit voor DWS.
Daarna ging hij als speler-trainer aan de slag bij amateurclub De Zwarte Schapen waar veel oud-spelers van BVC Amsterdam onderdak vonden. Hij stopte als speler in 1963 en bleef daarna nog twee seizoenen aan als trainer.
In 1972 en 1973 speelde hij nog mee in de veteranenwedstrijd tussen ex-internationals en voormalige voetballers uit Amsterdam. In 1975 speelde hij opnieuw bij dat laatste elftal tegenover voetbalelftal A.V.V. Madjoe uit de Watergraafsmeer. Hij speelde toen met coryfeeën als Sjaak Swart, Tonnie Pronk en Bennie Muller.

## Nederlands-Indië
In de ruim drie jaar dat hij als militair in Indonesië verbleef, kon hij de voetbalsport blijven beoefenen. Hij speelde voor DTC Bandoeng en kwam uit voor het garnizoenselftal van Batavia en de '7e december Divisie' waartoe zijn legeronderdeel behoorde.
De familie Tolmeijer kon eind juli 1949 vanuit Nederland gratis een telefoongesprek met Hannie voeren. Als beloning, want het bleek het 100.000ste telefoontje naar Nederlands-Indië te zijn.

## Carrièrestatistieken
| Seizoen | Club                                       | Land                                       | Competitie                                 | Competitie                                 | Competitie                                 | Beker                                      | Beker                                      | Internationaal                             | Internationaal                             | Overig                                     | Overig                                     | Totaal                                     | Totaal                                     |
| Seizoen | Club                                       | Land                                       | Competitie                                 | Wed.                                       | Dlp.                                       | Wed.                                       | Dlp.                                       | Wed.                                       | Dlp.                                       | Wed.                                       | Dlp.                                       | Wed.                                       | Dlp.                                       |
| ------- | ------------------------------------------ | ------------------------------------------ | ------------------------------------------ | ------------------------------------------ | ------------------------------------------ | ------------------------------------------ | ------------------------------------------ | ------------------------------------------ | ------------------------------------------ | ------------------------------------------ | ------------------------------------------ | ------------------------------------------ | ------------------------------------------ |
| 1943/44 | Blauw Wit                                  | Nederland                                  | Eerste klasse West II                      | –                                          | 0                                          | –                                          | 0                                          | 0                                          | 0                                          | 0                                          | 0                                          | –                                          | 0                                          |
| 1945/46 | Blauw Wit                                  | Nederland                                  | Eerste klasse West II                      | –                                          | 8                                          | –                                          | 0                                          | 0                                          | 0                                          | 0                                          | 0                                          | –                                          | 8                                          |
| 1946/47 | Blauw Wit                                  | Nederland                                  | Eerste klasse West II                      | –                                          | 1                                          | –                                          | 0                                          | 0                                          | 0                                          | 0                                          | 0                                          | –                                          | 1                                          |
| 1947/48 | Militaire dienstplicht in Nederlands-Indië | Militaire dienstplicht in Nederlands-Indië | Militaire dienstplicht in Nederlands-Indië | Militaire dienstplicht in Nederlands-Indië | Militaire dienstplicht in Nederlands-Indië | Militaire dienstplicht in Nederlands-Indië | Militaire dienstplicht in Nederlands-Indië | Militaire dienstplicht in Nederlands-Indië | Militaire dienstplicht in Nederlands-Indië | Militaire dienstplicht in Nederlands-Indië | Militaire dienstplicht in Nederlands-Indië | Militaire dienstplicht in Nederlands-Indië | Militaire dienstplicht in Nederlands-Indië |
| 1948/49 | Militaire dienstplicht in Nederlands-Indië | Militaire dienstplicht in Nederlands-Indië | Militaire dienstplicht in Nederlands-Indië | Militaire dienstplicht in Nederlands-Indië | Militaire dienstplicht in Nederlands-Indië | Militaire dienstplicht in Nederlands-Indië | Militaire dienstplicht in Nederlands-Indië | Militaire dienstplicht in Nederlands-Indië | Militaire dienstplicht in Nederlands-Indië | Militaire dienstplicht in Nederlands-Indië | Militaire dienstplicht in Nederlands-Indië | Militaire dienstplicht in Nederlands-Indië | Militaire dienstplicht in Nederlands-Indië |
| 1949/50 | Blauw Wit                                  | Nederland                                  | Eerste klasse West I                       | 0                                          | 0                                          | –                                          | 0                                          | 0                                          | 0                                          | 10                                         | 4                                          | 10                                         | 4                                          |
| 1950/51 | Blauw Wit                                  | Nederland                                  | Eerste klasse C                            | 22                                         | 2                                          | –                                          | 0                                          | 0                                          | 0                                          | 6                                          | 2                                          | 28                                         | 4                                          |
| 1951/52 | Blauw Wit                                  | Nederland                                  | Eerste klasse B                            | 21                                         | 3                                          | –                                          | 0                                          | 0                                          | 0                                          | 0                                          | 0                                          | 21                                         | 3                                          |
| 1952/53 | Blauw Wit                                  | Nederland                                  | Eerste klasse B                            | 26                                         | 3                                          | –                                          | 0                                          | 0                                          | 0                                          | 0                                          | 0                                          | 26                                         | 3                                          |
| 1953/54 | Blauw Wit                                  | Nederland                                  | Eerste klasse A                            | 26                                         | 11                                         | –                                          | 0                                          | 0                                          | 0                                          | 0                                          | 0                                          | 26                                         | 11                                         |
| 1954/55 | BVC Amsterdam                              | Nederland                                  | NBVB                                       | 10                                         | 2                                          | –                                          | –                                          | 0                                          | 0                                          | 0                                          | 0                                          | 10                                         | 2                                          |
| 1954/55 | BVC Amsterdam                              | Nederland                                  | Eerste klasse A                            | 26                                         | 11                                         | –                                          | –                                          | 0                                          | 0                                          | 0                                          | 0                                          | 26                                         | 11                                         |
| 1955/56 | BVC Amsterdam                              | Nederland                                  | Hoofdklasse A                              | 33                                         | 8                                          | –                                          | –                                          | 0                                          | 0                                          | 0                                          | 0                                          | 33                                         | 8                                          |
| 1956/57 | BVC Amsterdam                              | Nederland                                  | Eredivisie                                 | 34                                         | 8                                          | –                                          | 0                                          | 0                                          | 0                                          | 0                                          | 0                                          | 34                                         | 8                                          |
| 1957/58 | BVC Amsterdam                              | Nederland                                  | Eredivisie                                 | 22                                         | 6                                          | –                                          | 0                                          | 0                                          | 0                                          | 0                                          | 0                                          | 22                                         | 6                                          |
| 1958/59 | DWS/A                                      | Nederland                                  | Eredivisie                                 | 7                                          | 2                                          | –                                          | 0                                          | 0                                          | 0                                          | 0                                          | 0                                          | 7                                          | 2                                          |
| Totaal  | Totaal                                     | Totaal                                     | Totaal                                     | –                                          | 65                                         | –                                          | 0                                          | 0                                          | 0                                          | 16                                         | 6                                          | –                                          | 71                                         |